# 塞基雷·塔穆埃拉
塞基雷·塔穆埃拉（1940年2月16日—），男，基里巴斯政治人物，曾任基里巴斯国务委员会主席、代理总统。